# Burila Mare
Burila Mare è un comune della Romania di 2218 abitanti, ubicato nel distretto di Mehedinți, nella regione storica dell'Oltenia. 
Il comune è formato dall'unione di 5 villaggi: Burila Mare, Crivina, Izvoru Frumos, Țigănași, Vrancea.
Burila Mare ha dato i natali al fisico Ioan-Ioviț Popescu (1932)